# Iphofen
Iphofen este un oraș din Franconia Inferioară, landul Bavaria, Germania.